# Jirón José Olaya
El Jirón José Olaya es una calle ubicada en la ciudad de Huaraz, Áncash, Perú. La calle conserva sus fachadas de época colonial.
Es una de las pocas calles que se mantuvo en pie durante el terremoto de 1970. Fue declarado Ambiente Urbano Monumental el 9 de noviembre de 1987. Alberga mercado de artesanía, hoteles y restaurantes.
Antiguamente se llamada Quemash que significa Quedarse a Descansar.
Se encuentra empedrada y la viviendas cuenta con balcones de madera, fachadas pintadas de color blanco y puertas de color verde.